# Giacinto Pacchiotti
Giacinto Pacchiotti (San Cipriano Po, 17 ottobre 1820 – Torino, 14 maggio 1893) è stato un medico, igienista e politico italiano.
Fu senatore del Regno d'Italia nella XIII legislatura.

## Biografia
Giacinto Pacchiotti fu professore di Patologia chirurgica e Clinica chirurgica propedeutica nell'Università degli Studi di Torino e a lungo Assessore all'Igiene del Comune di Torino. Appartenne a quel gruppo di scienziati igienisti, che molto contribuirono a spingere la città di Torino in direzione dell'ammodernamento. In una famosa orazione auspicò la nascita degli Stati Uniti d'Europa. Fu tra i fondatori della Società per la Cremazione di Torino (SOCREM). Nel 1880 divenne senatore, ma mai abbandonò il suo impegno politico a livello locale.
È sepolto nel Cimitero monumentale di Torino.

Il Comune di Torino gli ha intitolato una via nel quartiere Parella.